# کیم کانگ-وو
کیم کانگ-وو (کره‌ای: 김강우؛ زادهٔ ۱۱ ژوئیه ۱۹۷۸) خواننده و بازیگر سینما و تلویزیون اهل کره جنوبی است. وی از سال ۱۹۹۸ میلادی تاکنون مشغول فعالیت بوده‌است.
از فیلم‌ها یا برنامه‌های تلویزیونی که وی در آن نقش داشته‌است می‌توان به کتاب رستاخیز، ارابه، ناپدید شدن و چرخه اشاره کرد.